# Marcel Godet
Marcel Godet, né le 25 juin 1882 à Canchy dans la Somme et mort pour la France près de Pervyse entre Dixmude et Nieuport, en Belgique, le 28 octobre 1914, est un historien français du XXe siècle. Son nom est inscrit au Panthéon dans la liste des 560 écrivains morts pour la France.

## Biographie
Jean François Marcel Godet, né le 25 juin 1882 à Canchy, est le fils de Alfred Jean Baptiste Godet (1847-) notaire et de Marie Célina Olympe Mellier (1863-1913).
Il épouse Antoinette Henriette Émilie Padieu (1888-1971) le 29 novembre 1910, à Drucat, commune voisine d'Abbeville. Le couple aura deux filles.
Après ses études primaires auprès du curé de Canchy, il est élève du collège Notre-Dame de Boulogne-sur-Mer, il obtient son baccalauréat à Lille et une licence ès lettres en 1903 à la Sorbonne. Il est incorporé au 8e bataillon de chasseurs à pied en novembre pour y faire son service militaire. Il est nommé caporal en septembre 1904, sergent de réserve en 1905 et lieutenant de réserve en 1912.
Après l'obtention d'une licence en droit en 1905, il entre à l'École des chartes en 1906. Il obtient le diplôme d'archiviste-paléographe en 1910 et le diplôme de l'école pratique des hautes études. Sa thèse de fin d'études porte sur La congrégation de Montaigu (1490-1580). Il est victime d'un grave accident quand il est élève à l'École des chartes : il tombe de l'étage supérieur de la bibliothèque dans la salle de travail et doit rester immobilisé pendant plusieurs mois.
Fin 1909, il est nommé conservateur de la Bibliothèque, du Musée et des Archives d'Abbeville. Il devient membre titulaire de la Société d'émulation d'Abbeville en mars 1910 et trésorier en 1913,. Il renonce à ses fonctions de conservateur en 1913, après le deuil de sa mère, pour se consacrer à l'histoire et la littérature. Ses publications comprennent des essais dans le domaine du patrimoine et des poèmes comme La Grande Pâture, Un Picard en Hollande et Le Village.
Il est rappelé à Amiens au 8e bataillon de chasseurs à pied lorsqu'éclate la Première Guerre mondiale, comme sergent avant d'être nommé dans son grade de lieutenant le 30 août 1914.
Lors de la bataille de l'Yser, il est tué d'une balle en plein cœur le 28 octobre 1914, près de Pervyse en Belgique.
La citation qui accompagne sa nomination dans la Légion d'honneur dit qu'il « a été glorieusement tué a la tête de sa compagnie à l'attaque du village de Kloosterhoeck. Croix de guerre avec palme ».
Après de longues recherches, sa famille fait rapatrier son corps en juin 1922 pour le faire inhumer au cimetière de Neuilly-l'Hôpital.

## Distinctions
- 1916 : Académie française - Prix Bordin pour La Congrégation de Montaigu[15]
- Chevalier de la Légion d'honneur, à titre posthume, décret du 31 mars 1920[16]
- Croix de guerre 1914–1918, palme de bronze

## Hommages
- Le nom de Marcel Godet est inscrit au Panthéon dans la liste des 560 écrivains morts pour la France[17].
- Son nom figure sur la plaque commémorative 1914-1918 de l'École des Chartes et de la Sorbonne à Paris, sur les monuments aux morts de Canchy et de Neuilly-l'Hôpital[18].

## Œuvres principales
- Pedis admiranda ou les Merveilles du pied, de Jean Dartis, remis en lumière, 1907
- La Congrégation de Montaigu, 1912[19]
- Alcius Ledieu, 1913
- Les brûlements d'archives à Abbeville pendant la Révolution, 1913[20]
- Les protestants d'Abbeville au début des guerres de religion (1560-1572), 1919[21]